# Zuidelijke Operatiekamer
De Zuidelijke Operatiekamer (ZOK, Arabisch: غرفة العمليات الجنوبية) is een Syrische rebellencoalitie die bestaat uit verschillende gewapende Druzenstammen en Syrische oppositiegroepen in de zuidelijke gouvernementen As-Suwayda en Quneitra. De coalitie werd op 6 december 2024 opgericht in Zuid-Syrië tijdens de Syrische oppositie-offensieven van 2024.

## Oprichting en structuur

Vlag van de Syrische revolutie

De oprichting van de Zuidelijke Operatiekamer werd aangekondigd op 6 december 2024 en zou bestaan uit verschillende organisaties die al eerder bestonden in de gouvernementen As-Suwayda en Quneitra, onder meer de zogenaamde "achtste brigade" en het "centraal comité". In de officiële verklaring van het ZOK-commando beloofde de groep de veiligheid en stabiliteit te handhaven door de controle over de zuidelijke regio's van Syrië te behouden. Daarnaast riep het alle landen ter wereld op om de beslissing van het Syrische volk te steunen om ‘vrijheid te verwerven en hun eigen land op te bouwen’.
De ZOK heeft benadrukt dat het haar doel is om een "verenigd en rechtvaardig Syrië" te creëren en haar militante campagne gekarakteriseerd als een strijd voor "vrijheid en waardigheid." Om chaos te voorkomen en een stabiele staat te creëren na afloop van de Syrische burgeroorlog, hebben haar leiders aangedrongen op het behoud van staatsinstellingen die voorheen werden gecontroleerd door vijandige partijen en op de samenwerking tussen de verschillende gemeenschappen in Syrië.

## Militaire operaties
De ZOK wordt gezien als de coördinator van het offensief in Zuid-Syrië. De ZOK heeft met de hulp van andere oppositiegroepen uit het gouvernement Dera de stad Dera en de omliggende regio veroverd op de Syrische strijdkrachten en aan Iran gelieerde milities. De ZOK beweerde de volledige controle over het district Dera te hebben overgenomen en is begonnen met het uitkammen van de wijken en het veiligstellen van de overheidsinstellingen. De ZOK meldde ook dat het de volledige controle had overgenomen over het gouvernement Quneitra, met uitzondering van de door Israël bezette Golanhoogvlakte in het zuidwesten van Syrië.
Op 7 december 2024 begonnen zuidelijke rebellen samen met de ZOK met de omsingeling van Damascus nadat ze de stad Al-Sanamayn hadden ingenomen, zo'n 20 kilometer ten zuiden van Damascus.
Op 8 december werd Damascus ingenomen door de SOR-rebellen en bleek dat president Bashar al-Assad per vliegtuig uit Syrië gevlucht. Tijdens een uitzending van de Syrische staatstelevisie riep een groep oppositieleiders de overwinning uit. Premier Mohammad al-Jalali verklaarde dat zijn regering bereid is om de nieuwe, door de oppositie geleide overgangsregering de hand te reiken en om met haar samen te werken.
Na de val van het regime van Bashar al-Assad op 8 december, lanceerde Israël een militaire invasie van het gouvernement Quneitra, tot in de UNDOF gedemilitariseerde zone waarbij raketaanvallen van de IDF werden gerapporteerd.